# Куинс-бульвар (линия Джамейка, Би-эм-ти)
Куинс-бульвар (англ. Queens Boulevard) — бывшая станция Нью-Йоркского метрополитена, входившая в состав линии Джамейка. Территориально станция находилась в Куинсе, в округе Джамейка, на пересечении Джамейка-авеню и Куинс-бульвара. На момент закрытия станция обслуживалась единственным маршрутом — J, который работал здесь круглосуточно.
Решение о закрытии этого участка линии было принято из-за нового проекта BMT Archer Avenue Line. Сама конструкция уже не эксплуатировавшейся станции простояла ещё пять лет и только в конце 1990 года была разобрана. Эта станция начиная с 10 октября 1977 года и до дня закрытия была конечной и самой восточной станцией на линии. Это произошло ввиду закрытия участка к востоку от этой станции, в составе которого было три станции. Уже тогда началось сокращение линии.
Станция представляла собой две боковых платформы и два пути. Между путями существовало пространство для третьего пути, который не был проложен. Имела выход к перекрёстку Джамейка-авеню и Куинс-бульвара, по которому и названа.

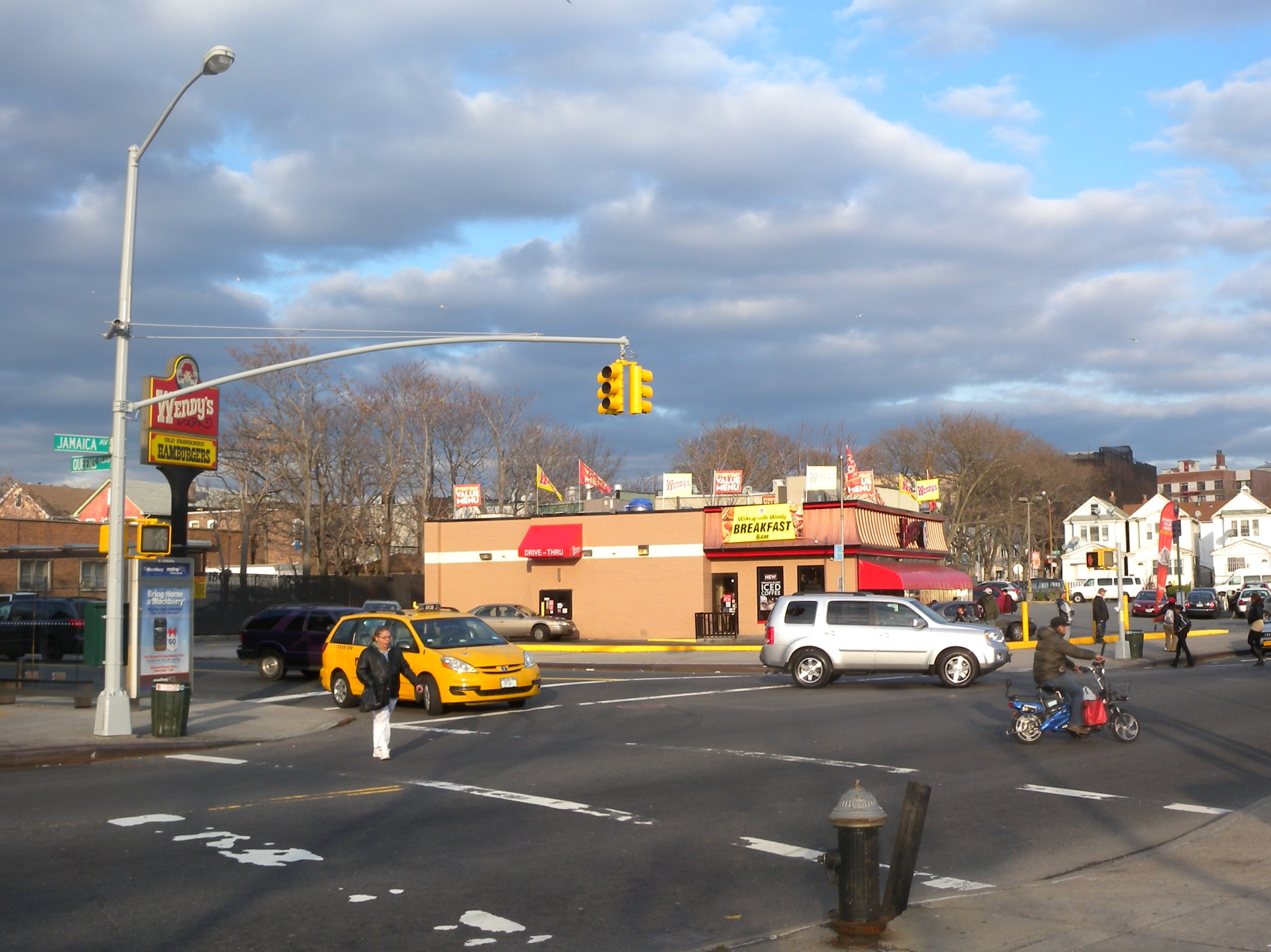
Перекрёсток, где раньше располагалась станция. Фото декабря 2011 года